# ديفيد تشارلز جوردن
ديفيد تشارلز جوردن هو سياسي كندي، ولد في 4 أكتوبر 1949. انتخب عضو الجمعية التشريعية لنيو برونزويك ‏.